# Olaf Solberg
Olaf Solberg es un deportista noruego que compitió en remo. Ganó una medalla de plata en el Campeonato Mundial de Remo de 1976, en la prueba de cuatro sin timonel ligero.

## Palmarés internacional
| Campeonato Mundial | Campeonato Mundial | Campeonato Mundial | Campeonato Mundial        |
| Año                | Lugar              | Medalla            | Prueba                    |
| ------------------ | ------------------ | ------------------ | ------------------------- |
| 1976               | Villach (Austria)  | Medalla de plata   | Cuatro sin timonel ligero |